# جيمس سميث (صحفي)
جيمس سميث (بالإنجليزية: James Smith)‏ هو صحفي أسترالي، ولد في 1820 في Loose, Kent ‏ في المملكة المتحدة، وتوفي في 19 مارس 1910 في Hawthorn, Victoria ‏ في أستراليا.